# Lucas de Farias Crispim
Lucas de Farias Crispim, genannt Lucas Crispim oder Lucas (* 8. April 1994), ist ein brasilianischer Fußballspieler. Der Spieler läuft alternativ im offensiven Mittelfeld oder im Angriff auf.

## Karriere
Lucas erhielt seine fußballerische Ausbildung beim Criciúma EC. Bei diesem schaffte er 2013 zunächst auch den Sprung in den Profikader. Am 11. August 2013 spielte er in der Série A gegen den AA Ponte Preta, wo er in der 88. Minute eingewechselt wurde. Da er zu keinen weiteren Einsätzen kam, wechselte er 2014 zum EC Novo Hamburgo. Hier kam der Spieler beim Copa Federação Gaúcha de Futebol 2014 zu zehn Einsätzen. Es schloss sich 2015 nur noch ein Spiel in der Staatsmeisterschaft von Rio Grande do Sul an. 2016 ging Lucas zurück zu seinem Heimatclub Criciúma EC. Für diesen lief er bei vier Spielen in der Primeira Liga do Brasil 2016 und der Staatsmeisterschaft von Santa Catarina auf. Danach wechselte er zum CA Tubarão, bei welchem Crispim sechs Spiele in der zweiten Liga der Staatsmeisterschaft bestritt. Bei dem Klub blieb er bis Ende 2017. In die Saison 2018 startete Lucas beim Uberaba SC in der zweiten Liga der Staatsmeisterschaft von Minas Gerais. Zum Ligabetrieb 2018 ging Lucas zum AD São Caetano. In der Liga kam Crispim zu keinen Einsätzen. Im Staatspokal von São Paulo lief er zu elf Mal auf und erzielte dabei ein Tor. Nach der Saison endete sein Vertrag.
Ende Februar 2019 unterzeichnete Crispim einen Kontrakt beim União Frederiquense, mit welchem er in der Staatsmeisterschaft antrat. Zur Saison 2020 lief Crispim zunächst für den Rio Claro FC in der Staatsmeisterschaft von São Paulo auf. Im März wechselte er zum EC São Luiz, bei welchem er bis zum Jahresende verblieb.
Anfang Januar 2021 wurde der Wechsel Crispim zu CS Sergipe bekannt. Mit diesem konnte er die Staatsmeisterschaft von Sergipe gewinnen. Die zweite Hälfte des Jahres verbrachte er bei EC Internacional (SC), mit welchem er noch in der Staatsmeisterschaft von Santa Catarina antrat. Zur Saison 2022 wurde Crispim zum zweiten Mal vom Rio Claro FC verpflichtet. Nach Beendigung der Staatsmeisterschaft im April des Jahres verließ er den Klub. 2023 spielte er erneut für Novo Hamburgo. Seitdem ist er ohne neue Anstellung.

## Erfolge
Criciuma
- Staatsmeisterschaft von Santa Catarina: 2013

Sergipe
- Staatsmeisterschaft von Sergipe: 2021